# جان وندغرين
جان وندغرين (بالسويدية: Jan Lundgren)‏ هو عازف جاز وعازف بيانو سويدي، ولد في 22 مارس 1966 في كريستيانستاد في السويد.

## وصلات خارجية
- الموقع الرسمي
- جان وندغرين على موقع ميوزك برينز (الإنجليزية)
- جان وندغرين على موقع أول ميوزيك (الإنجليزية)
- جان وندغرين على موقع ديسكوغز (الإنجليزية)